# Il palazzo degli inganni
Il palazzo degli inganni (Palace of Treason) è un romanzo thriller dello scrittore americano Jason Matthews, nonché secondo capitolo della trilogia di romanzi "Red Sparrow" che ha per protagonista la spia russa Dominika Egorova, ora capitano del SVR dopo gli eventi narrati nell'opera precedente.
L'edizione italiana del libro, edito da Bookme, è stata pubblicata il 31 Ottobre 2016.